# Usher
Usher Terry Raymond IV (Dallas, 1978. október 14. –) nyolcszoros Grammy-díjas amerikai énekes, dalszövegíró, táncos, és színész.
Usher a kilencvenes évek végén robbant be a köztudatba, miután kiadta második stúdióalbumát, amely My Way címet kapta. Az albumról megjelent maxilemez a Nice and Slow lett első Billboard Hot 100 listavezető dala. A My Way végül hatszoros platinalemez lett az Egyesült Államokban. Következő albuma a négyszeres RIAA platina minősítésű 8701, amelyről két újabb Hot 100 listavezető szám került kiadásra, név szerint a U Remind Me, és a U Got It Bad dalok.
Usher eddigi legsikeresebb felvétele a 2004-ben kiadott Confessions, 10 milliós kereskedelmi mérlegének köszönhetően Amerikában gyémántlemez lett. Mindemellett a Confessions a kiadást követő első héten összesen 1,1 millió példányban kelt el, amely önmagában is rekord, ugyanis eddig r&b előadótól ez volt minden idők legsikeresebb nyitóhete. A korongról négy egymásutáni listavezető maxi jelent meg sorrendben: a Yeah!, a Burn, a Confessions Part II, és a My Boo felvételek. A lemez végül Magyarországon is platina minősítést szerzett.
Usher 2008-ban kiadott Here I Stand című albuma ismét milliós példányban kelt el, csak az Egyesült Államokban. A korongról megjelent első kislemez a Love In This Club három hetet töltött a legrangosabb amerikai sláger lista, a Billboard Hot 100 vezető helyén.
2010. március 30-án megjelent hatodik stúdióalbuma a Raymond v. Raymond lett a harmadik egymást követő alkotása, amely első helyen nyitott a Billboard albumok 200-as listáján.
Az Amerikai lemezkiadók szövetsége (RIAA) Usher-t tartja minden idők egyik legsikeresebb amerikai előadójának. Albumaiból napjainkig csak az Egyesült Államokban több mint 23 millió példányt értékesítettek.
Usher zenei karrierje során eddig hét Grammy-díjat nyert.
Magyarországon eddigi kislemez kiadásai közül öt saját száma, illetve egy közreműködése került be a Mahasz Rádiós Top 40-be. Ezek közül három szám a "DJ Got Us Fallin' in Love", a "More", valamint a David Guettával közösen rögzített "Without You is Top-10-ben végzett. A 2004-ben megjelent "Yeah" című dala egy hétig vezette a magyar Dance listát.

## Diszkográfia

### Albumok
| Cím                | Album                                                                        | Listás helyezések | Listás helyezések | Listás helyezések | Listás helyezések | Listás helyezések | Listás helyezések | Listás helyezések | Listás helyezések | Listás helyezések | Eladások                            | Minősítések                       |
| Cím                | Album                                                                        | US                | AUS               | CAN               | GER               | IRL               | NLD               | SWI               | UK                | HUN               | Eladások                            | Minősítések                       |
| ------------------ | ---------------------------------------------------------------------------- | ----------------- | ----------------- | ----------------- | ----------------- | ----------------- | ----------------- | ----------------- | ----------------- | ----------------- | ----------------------------------- | --------------------------------- |
| Usher              | * Megjelenés dátuma: 1994. augusztus 30. - Formátum: CD, digitális letöltés  | 167               | —                 | —                 | —                 | —                 | —                 | —                 | —                 | —                 | - US: 269,000                       |                                   |
| My Way             | - Megjelenés dátuma: 1997. szeptember 16. - Formátum: CD, digitális letöltés | 4                 | 37                | 13                | 41                | —                 | 30                | 20                | 16                | —                 | - US: 6,000,000 - Világ: 7,000,000  | - US: 6x Platina - CAN:2x Platina |
| 8701               | - Megjelenés dátuma: 2001. augusztus 7. - Formátum: CD, digitális letöltés   | 4                 | 7                 | 1                 | 7                 | 9                 | 7                 | 10                | 1                 | —                 | - US: 4,700,000 - Világ: 8,000,000  | - US: 4x Platina - UK: Platina    |
| Confessions        | - Megjelenés dátuma: 2004. március 23. - Formátum: CD, digitális letöltés    | 1                 | 2                 | 1                 | 2                 | 1                 | 3                 | 3                 | 1                 | 40                | - US: 9,700,000 - Világ: 15,000,000 | - US: 10x Platina - HUN: Platina  |
| Here I Stand       | - Megjelenés dátuma: 2008. május 27. - Formátum: CD, digitális letöltés      | 1                 | 1                 | 1                 | 10                | 2                 | 5                 | 4                 | 1                 | —                 | - US: 1,500,000 - Világ: 5,000,000  | - US: Platina - UK: Arany         |
| Raymond v. Raymond | - Megjelenés dátuma: 2010. március 30. - Formátum: CD, digitális letöltés    | 1                 | 2                 | 4                 | 47                | 17                | 34                | 20                | 2                 | —                 | - US: 1,200,000                     | - US: Platina - CAN: Platina      |
| Looking 4 Myself   | - Megjelenés dátuma: 2012. június 11. - Formátum: CD, digitális letöltés     | 1                 | 3                 | 7                 | 8                 | 11                | 4                 | 5                 | 3                 | —                 | - US: 373,800                       |                                   |

### Kislemezek
| Cím                                                    | Év   | Listás helyezések | Listás helyezések | Listás helyezések | Listás helyezések | Listás helyezések | Listás helyezések | Listás helyezések | Listás helyezések | Listás helyezések | Listás helyezések | Minősítések                                 | Album              |
| Cím                                                    | Év   | U.S               | U.S R&B           | AUS               | CAN               | GER               | IRL               | NLD               | SWI               | UK                | HUN               | Minősítések                                 | Album              |
| ------------------------------------------------------ | ---- | ----------------- | ----------------- | ----------------- | ----------------- | ----------------- | ----------------- | ----------------- | ----------------- | ----------------- | ----------------- | ------------------------------------------- | ------------------ |
| "Call Me a Mack"                                       | 1993 | —                 | 56                | —                 | —                 | —                 | —                 | —                 | —                 | —                 | —                 |                                             | Poetic Justice     |
| "Can U Get Wit It"                                     | 1994 | 59                | 13                | —                 | —                 | —                 | —                 | —                 | —                 | 91                | —                 |                                             | Usher              |
| "Think of You"                                         | 1995 | 58                | 8                 | —                 | —                 | —                 | —                 | —                 | —                 | 70                | —                 |                                             | Usher              |
| "The Many Ways"                                        | 1995 | —                 | 42                | —                 | —                 | —                 | —                 | —                 | —                 | —                 | —                 |                                             | Usher              |
| "You Make Me Wanna..."                                 | 1997 | 2                 | 1                 | 6                 | 13                | 18                | —                 | 6                 | 12                | 1                 | —                 | - US: Platina - AUS: Arany - UK: Ezüst      | My Way             |
| "Nice and Slow"                                        | 1998 | 1                 | 1                 | 44                | —                 | —                 | —                 | 20                | —                 | 24                | —                 | - US: Platina                               | My Way             |
| "My Way"                                               | 1998 | 2                 | 4                 | 48                | —                 | 49                | —                 | 21                | —                 | —                 | —                 |                                             | My Way             |
| "Bedtime"                                              | 1999 | —                 | 66                | —                 | —                 | —                 | —                 | —                 | —                 | —                 | —                 |                                             | My Way             |
| "Pop Ya Collar"                                        | 2001 | 60                | 25                | 25                | —                 | 30                | 33                | 16                | 36                | 2                 | —                 |                                             | 8701               |
| "U Remind Me"                                          | 2001 | 1                 | 1                 | 4                 | —                 | 21                | 25                | 4                 | 22                | 3                 | —                 | - AUS: Platina                              | 8701               |
| "U Got It Bad"                                         | 2001 | 1                 | 1                 | 3                 | —                 | 26                | 36                | 20                | 13                | 5                 | —                 | - US: Arany                                 | 8701               |
| "U Don't Have to Call"                                 | 2002 | 3                 | 2                 | —                 | —                 | —                 | —                 | —                 | —                 | 4                 | —                 |                                             | 8701               |
| "U-Turn"                                               | 2002 | —                 | 93                | 7                 | —                 | 51                | —                 | 27                | 22                | 16                | —                 |                                             | 8701               |
| "Yeah!" 1 (feat Lil Jon and Ludacris)                  | 2004 | 1                 | 1                 | 1                 | 1                 | 1                 | 1                 | 1                 | 1                 | 1                 | —                 | - US: Platina - AUS: Platina - CAN: Platina | Confessions        |
| "Burn" 2                                               | 2004 | 1                 | 1                 | 2                 | —                 | 11                | 2                 | 12                | 10                | 1                 | —                 | - US: Platina - AUS: Platina                | Confessions        |
| "Confessions Part II"                                  | 2004 | 1                 | 1                 | 5                 | 7                 | 4                 | 7                 | —                 | —                 | 5                 | —                 | - US: Arany - AUS: Arany                    | Confessions        |
| "My Boo"                                               | 2004 | 1                 | 1                 | —                 | 1                 | 4                 | 7                 | 6                 | 3                 | 5                 | —                 | - US: Platina - CAN: Platina                | Confessions        |
| "Caught Up"                                            | 2004 | 8                 | 13                | 15                | —                 | 26                | 17                | 12                | 22                | 9                 | —                 | - US: Arany                                 | Confessions        |
| "Love in This Club"(feat Young Jeezy)                  | 2008 | 1                 | 1                 | 8                 | 6                 | 5                 | 3                 | 47                | 9                 | 4                 | 30                | - US: Platina - AUS: Arany - UK: Ezüst      | Here I Stand       |
| "Love in This Club, Part II" (feat Beyoncé, Lil Wayne) | 2008 | 18                | 7                 | —                 | 69                | —                 | —                 | —                 | —                 | —                 | —                 | - US: Arany                                 | Here I Stand       |
| "Moving Mountains"                                     | 2008 | 67                | 18                | 36                | —                 | 28                | 26                | 21                | 6                 | 25                | —                 |                                             | Here I Stand       |
| "What's Your Name"                                     | 2008 | —                 | —                 | 91                | 84                | —                 | —                 | —                 | —                 | —                 | —                 |                                             | Here I Stand       |
| "Trading Places"                                       | 2008 | 45                | 4                 | —                 | —                 | —                 | —                 | —                 | —                 | —                 | —                 |                                             | Here I Stand       |
| "Papers"                                               | 2009 | 31                | 1                 | —                 | —                 | —                 | —                 | —                 | —                 | —                 | —                 |                                             | Raymond v. Raymond |
| "Hey Daddy (Daddy's Home)"                             | 2009 | 24                | 2                 | —                 | —                 | —                 | —                 | —                 | —                 | —                 | —                 |                                             | Raymond v. Raymond |
| "Lil Freak" (feat Nicki Minaj)                         | 2010 | 40                | 8                 | —                 | —                 | —                 | —                 | —                 | —                 | 109               | —                 |                                             | Raymond v. Raymond |
| "OMG"(feat will.i.am)                                  | 2010 | 1                 | 3                 | 1                 | 2                 | 27                | 1                 | 39                | 38                | 1                 | 40                | - AUS: 4×Platina - CAN: 2×Platina           | Raymond v. Raymond |
| "There Goes My Baby"                                   | 2010 | 25                | 1                 | —                 | —                 | —                 | —                 | —                 | —                 | —                 | —                 |                                             | Raymond v. Raymond |
| "DJ Got Us Fallin' in Love"(feat Pitbull)              | 2010 | 4                 | 51                | 3                 | 2                 | 5                 | 6                 | 9                 | 4                 | 7                 | 3                 | - AUS: 5×Platina - CAN: 2×Platina           | Versus             |
| "Hot Tottie"(feat Jay-Z)                               | 2010 | 21                | 9                 | —                 | 62                | —                 | —                 | —                 | —                 | 104               | —                 |                                             | Versus             |
| "Lay You Down"                                         | 2010 | —                 | 56                | —                 | —                 | —                 | —                 | —                 | —                 | —                 | —                 |                                             | Versus             |
| "More"                                                 | 2010 | 15                | —                 | 7                 | 1                 | 7                 | 25                | 4                 | 2                 | 23                | 6                 | - AUS: 2×Platina                            | Raymond v. Raymond |
| "Dirty Dancer" (feat Lil Wayne, Enrique Iglesias)      | 2011 | 18                | —                 | 24                | 11                | 17                | 22                | 25                | 30                | 21                | —                 | - US: Arany - AUS: Platina                  | Versus             |
| "Climax"                                               | 2012 | 17                | 1                 | 29                | 96                | —                 | 69                | 82                | —                 | 4                 | —                 | - AUS: Arany                                | Looking 4 Myself   |
| "Scream"                                               | 2012 | 9                 | —                 | 11                | 4                 | 17                | 23                | 28                | 18                | 5                 | 21                | - AUS: Platina - SWI: Arany                 | Looking 4 Myself   |
| "Lemme See" (feat Rick Ross)                           | 2012 | 46                | 2                 | —                 | —                 | —                 | —                 | —                 | —                 | 90                | —                 |                                             | Looking 4 Myself   |
| "Numb"                                                 | 2012 | 72                | —                 | 50                | 88                | —                 | —                 | 68                | —                 | —                 | —                 |                                             | Looking 4 Myself   |
| "Dive"                                                 | 2012 | —                 | 34                | —                 | —                 | —                 | —                 | —                 | —                 | —                 | —                 |                                             | Looking 4 Myself   |

1 A Yeah! című szám nem került be a Mahasz rádiós Top-40-be, a Dance listán viszont összesen 23 hetet töltött, ebből 5 hetet a top-10-ben, és 1 hetet első helyen.
2 Annak ellenére, hogy Burn című szám nem került be a rádiós Top-40-be, a Single track listán egészen a 10. helyig jutott.

### Kislemezek közreműködőként
| Cím                                                                      | Év   | Listás helyezések | Listás helyezések | Listás helyezések | Listás helyezések | Listás helyezések | Listás helyezések | Listás helyezések | Listás helyezések | Listás helyezések | Listás helyezések | Album                 |
| Cím                                                                      | Év   | U.S               | U.S R&B           | AUS               | CAN               | GER               | IRL               | NLD               | SWI               | UK                | HUN               | Album                 |
| ------------------------------------------------------------------------ | ---- | ----------------- | ----------------- | ----------------- | ----------------- | ----------------- | ----------------- | ----------------- | ----------------- | ----------------- | ----------------- | --------------------- |
| "I Need a Girl (Part One)" (P. Diddy feat. Usher)                        | 2002 | 2                 | 2                 | 5                 | 9                 | —                 | —                 | 5                 | 5                 | 4                 | —                 | We Invented the Remix |
| "Lovers and Friends" (Lil Jon, The East Side Boyz feat. Usher, Ludacris) | 2004 | 3                 | 2                 | 36                | —                 | —                 | —                 | —                 | 44                | 10                | —                 | Crunk Juice           |
| "Same Girl" (R Kelly feat. Usher)                                        | 2007 | 20                | 4                 | 47                | —                 | —                 | 20                | —                 | —                 | 26                | —                 | Double Up             |
| "Without You" (David Guetta feat. Usher)                                 | 2011 | 4                 | —                 | 6                 | 3                 | 7                 | 10                | 3                 | 3                 | 6                 | 3                 | Nothing but the Beat  |
| "Body Language" (Kid Ink feat. Usher, Tinashe)                           | 2014 | 72                | 21                | —                 | —                 | 54                | —                 | —                 | —                 | 46                | —                 | Full Speed            |
| "Don't Look Down" (Martin Garrix feat. Usher)                            | 2015 | —                 | —                 | 63                | 55                | 37                | 29                | 10                | 65                | 9                 | —                 | N/A                   |

### Lemezei
- Usher (1994)
- My Way (1999)
- 8701 (2001)
- Confessions (2004)
- Here I Stand (2007)
- Raymond v. Raymond (2010)
- Versus (2010)
- Looking 4 Myself (2012)
- Next album (2013/14)

### Zene videók
- Usher

1. "Can U Get wit It" (1994)
2. "Think of You" (1995)
3. "The Many Ways" (1995)
4. "Crazy" (1996)

- My Way

1. "You Make Me Wanna..." (1999)
2. "Nice & Slow" (1999)
3. "My Way" (1999)
4. "Bedtime" (2000)

- 8701

1. "Pop Ya Collar" (2000)
2. "U Remind Me" (2001)
3. "U Got It Bad" (2001)
4. "U Don't Have to Call" (2001)
5. "U-Turn" (2002)
6. "Can U Help Me" (2002)

- Confessions

1. "Confessions Part I" (2003)
2. "Yeah!" (2004)
3. "Burn" (2004)
4. "Confessions Part II" (2004)
5. "Throwback" (2004)
6. "Caught Up" (2005)
7. "Bad Girl" (2005)
8. "Red Light" (2005)
9. "Follow Me" (2006)

- Here I Stand

1. "Here I Stand" (2006)
2. "Love in This Club" (2006)
3. "Love in This Club Part II" (2007)
4. "Will Work for Love" (2007)
5. "What's Your Name" (2007)
6. "This Ain't Sex" (2008)
7. "Moving Mountains" (2008)
8. "Trading Places" (2008)

- Raymond v. Raymond

1. "Hey Daddy (Daddy's Home)" (2009)
2. "There Goes My Baby" (2009)
3. "Lil Freak" (2009)
4. "Foolin' Around" (2009)
5. "She Don't Know" (2010)
6. "OMG" (2010)
7. "Papers" (2010)

- Versus

1. "Love 'em All" (2010)
2. "Somebody to Love" (2010)
3. "More" (2011)
4. "DJ Got Us Fallin' In Love" (2011)
5. "Dirty Dancer" (2011)

- Looking 4 Myself

1. "Without You" (2011)
2. "Climax" (2012)
3. "Scream" (2012)
4. "Lemme See" (2012)
5. "Dive" (2012)
6. "Numb" (2012)
7. "Euphoria" (2013)
8. "Looking 4 Myself" (2013)
9. "Twisted" (2013)